# Nonce apostolique
Pour les articles homonymes, voir Nonce (homonymie).
Le nonce apostolique (de l'italien Nunzio, lui-même du latin nuntius « message » ou « messager ») est un agent diplomatique du Saint-Siège, accrédité comme ambassadeur de ce dernier auprès des États.
Conformément à l'usage le plus répandu pour les titres d'ambassadeurs (par exemple : « ambassadeur de Belgique auprès de la république d'Ukraine »), le titre de nonce est suivi du pays de la légation, soit en forme courte, soit en forme longue (exemples : « nonce apostolique au Canada » ; « nonce apostolique en France » ou « nonce apostolique auprès de la République française »). La forme longue est la seule officielle. Dans le langage courant, on trouve aussi la référence à la capitale de l'État (par exemple : « nonce apostolique à Berlin »).
Historiquement, le terme de nonce est réservé à l'agent diplomatique du Saint-Siège, bien que l'on ait autrefois nommé nonces les députés de la noblesse polonaise dans les diètes.

## Histoire
Dès les premiers siècles de l'ère chrétienne, les papes envoient comme représentants des clercs — diacres, prêtres ou évêques — aux conciles tenus loin de Rome. Ils sont alors qualifiés de « légats ». À partir du Ve siècle, la papauté bénéficie d'un représentant à la cour impériale de Constantinople, l'apocrisiaire. Cette institution devient permanente à partir de 683, sous le pontificat de Léon II. Au Moyen Âge, l'usage des légats a latere se répand. On rencontre alors à partir du XIe siècle l'appellation « légat et nonce » ou encore « nonce et ambassadeur ».

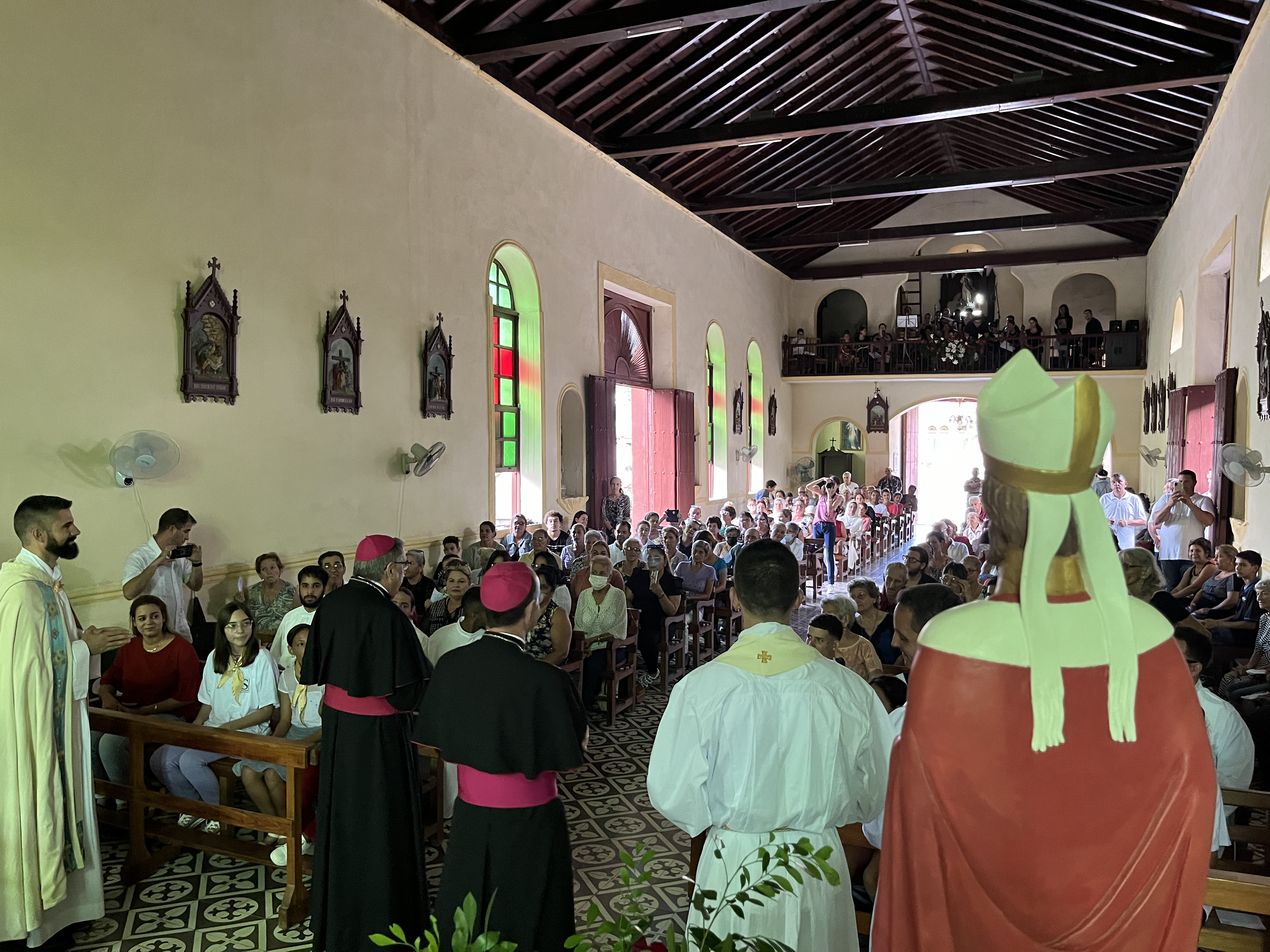
Visite officielle d'un nonce dans une paroisse. Ici, visite du Nonce Apostolique de Cuba dans le Diocèse de Santa-Clara (paroisses de Placetas, Fomento et Zulueta) pour la Saint-Martin (11 novembre 2023).

La naissance de la diplomatie moderne, dont celle du Saint-Siège, est généralement datée de la fin du XVe siècle, en l'espèce sous les pontificats de Sixte IV et Alexandre VI. Il est difficile de savoir si la nonciature émerge sur le modèle des ambassades permanentes des États, ou si elle naît des collectoreries, circonscriptions territoriales de la fiscalité pontificale. Cependant, dès 1530, il existe des nonciatures permanentes en Espagne, en France, à Venise et dans le Saint Empire. En 1560, peu avant l'ouverture de la troisième session du concile de Trente, Pie IV accorde aux ducs de Toscane et de Savoie des nonciatures, respectivement à Florence et Turin. Seront ensuite créées celles de Cologne, de Lucerne ou encore de Bruxelles. À Cologne, le nonce est accrédité non seulement auprès du prince-électeur, mais aussi de beaucoup d'autres princes allemands. À la fin du XVIe siècle, sous le pontificat de Grégoire XIII, le système est mis en place et perdure encore aujourd'hui dans ses grandes lignes.

## Hiérarchie
De nos jours, le nonce apostolique est un ambassadeur extraordinaire et plénipotentiaire de première classe. En vertu des dispositions du Congrès de Vienne (1815), confirmées par l'art. 16-3 de la Convention de Vienne sur les relations diplomatiques du 18 avril 1961, il est parfois « doyen du corps diplomatique » (comme pour la plupart des pays d'Amérique Centrale et du Sud, et l'Union européenne) dans l'État où il est accrédité. Certains nonces apostoliques sont mis à disposition de la Secrétairerie d'État ; ils sont résidents à Rome. 
Le pro-nonce (titre aujourd'hui non utilisé) était un prélat de même rang diplomatique, mais auquel le titre de doyen n'était pas attaché de droit ; il pouvait cependant l'obtenir, à l'instar de ses collègues, à l'ancienneté (déterminée suivant la date de son accréditation). Par le passé, le terme a désigné le nonce d'une légation de première classe (donnant droit à une promotion cardinalice en fin de mission) créé cardinal mais n'ayant pas encore reçu le chapeau. Celui-ci était remis soit par le chef d'État, dans un État catholique ou de tradition catholique, soit par le pape lui-même. En 1965, le classement des nonciatures a disparu et avec lui la possibilité de promotion automatique. Depuis le pontificat de Jean-Paul II, il n'y a plus de pro-nonce, tous les ambassadeurs du Saint-Siège étant « nonces », y compris ceux qui ne sont pas doyens du corps diplomatique.
L’internonce est d'abord un agent diplomatique par intérim, en attente de la nomination d'un nonce. À partir de 1829, sa fonction est devenue permanente : c'est un agent ayant rang de ministre plénipotentiaire envoyé dans les pays jugés de second rang ou de confession non catholique, comme les Pays-Bas. La plupart du temps, l'internonce est un protonotaire apostolique, donc sans dignité épiscopale. L'envoi d'un internonce est souvent délicat, car il froisse la susceptibilité du pays accréditeur. En conséquence, Jean XXIII décide en 1961 de conférer à tous les internonces le rang d'archevêque titulaire ; en 1965, Paul VI les remplace par des pro-nonces permanents. Le titre n'existe plus aujourd'hui.
Le délégué apostolique est un prélat pouvant être aussi en même temps nonce apostolique, mais qui est nommé en tant que délégué représentant du Saint-Siège dans certaines organisations, notamment internationales, ou encore quand il n'est pas accrédité auprès des autorités gouvernementales en question.